# Issouf Ouattara
Issouf Ouattara (* 7. Oktober 1988 in Ouagadougou) ist ein ehemaliger Fußballspieler aus dem westafrikanischen Staat Burkina Faso.
Seine Karriere begann der Mittelfeldspieler bei Étoile Filante Ouagadougou in der Hauptstadt des Landes. Danach wechselte er zu UD Leiria nach Portugal, das in der Segunda Liga spielte. Am Ende der Spielzeit 2008/09 stieg er mit seiner Mannschaft in die Primeira Liga auf. In der Saison 2009/10 saß er meist auf der Ersatzbank und kam nur als Einwechselspieler zum Zuge. Im Sommer 2010 wurde er für eine Spielzeit an Zweitligist CD Trofense ausgeliehen. Dort besserte sich seine Situation nicht. Ouattara kam in der Saison 2010/11 nur achtmal zum Einsatz. Nach Leihende wechselte er zu Olympique Nîmes in die dritte französische Liga. Am Ende der Saison 2011/12 stieg er mit seiner Mannschaft auf.
Im Sommer 2012 verpflichtete der bulgarische Erstligist FC Tschernomorez Burgas Ouattara. In der Spielzeit 2012/13 gehörte er zu den Stammkräften im Team. In der Saison 2013/14 wurde er kaum noch berücksichtigt. Anfang 2014 wechselte er zu Alakhdhar SC nach Libyen, später zu Ligakonkurrent al-Nasr Bengasi. Im Sommer 2015 nahm ihn der zyprische Erstligist Ermis Aradippou unter Vertrag. Er kam auf sieben Einsätze als Einwechselspieler und löste seinen Vertrag Ende des Jahres auf.
Ouattara war fast ein Jahr ohne Klub, ehe er sich im November 2016 dem ivorischen Erstligisten ASEC Mimosas anschloss. Dort konnte er in der Saison 2016/17 die ivorische Meisterschaft gewinnen. Anschließend wechselte er zum Wadi Degla SC nach Ägypten. Anfang 2018 nahm ihn Ligakonkurrent al-Masry unter Vertrag. Seit Mitte 2018 spielt er für al-Talaba SC im Irak.
Ouattara stand im Kader der burkinischen Nationalmannschaft für die Afrikameisterschaft 2010 in Angola.

## Erfolge
- Burkinischer Meister: 2008
- Ivorischer Meister: 2017